# El tritó del mar
El tritó del mar (海のトリトン, Umi no Triton) és una sèrie de manga de ciència-ficció creat pel dibuixant japonès Osamu Tezuka, i posteriorment, una sèrie d'anime dirigida per Yoshiyuki Tomino, que mostra les aventures marines d'un nen anomenat Tritó en la seva croada contra els governants del mar.

## Argument
Després de mil anys de pau al fons del mar, el continent de l'Atlàntida és despertat pels posidons, que han destinat un comandant a cadascun dels set mars per convertir-los en uns llocs foscos i mortals. Els posidons volen dominar tots els mars i destruir els tritons, uns éssers feliços i amants de la llum, els quals consideren enemics. No aconsegueixen eliminar-los: un tritó i una sirena tritó sobreviuen a la matança.

## Manga
La sèrie manga fou escrita i dibuixada per Osamu Tezuka. Fou publicada al diari Sankei Shimbun durant dos anys, des de l'1 de setembre de 1969 fins al 31 de desembre de 1971, en una pàgina diària. Anys més tard, se'n feu una recopilació de la sèrie publicada en quatre volums per l'editorial Kodansha.

## Anime
L'adaptació a sèrie d'anime fou dirigida i escrita per Yoshiyuki Tomino. Està formada per 27 capítols de 25 minuts de duració cadascun. Fou produïda per l'Animation Staff Room i emesa pel canal de televisió TV Asashi, des de l'1 d'abril de 1972 fins al 30 de setembre del mateix any.
A Catalunya, la sèrie fou emesa del 4 de juny de 1992 fins al 13 de juliol del mateix any per TV3 dins del programa Club Super 3.